# ABC Radio Australia
ABC Radio Australia – australijska stacja radiowa należąca do publicznego nadawcy Australian Broadcasting Corporation (ABC) i pełniąca rolę rozgłośni dla zagranicy. Powstała w 1939 roku, od 1941 działa pod nazwą Radio Australia. Jest dostępna w analogowym przekazie naziemnym (AM) z nadajników o dużej mocy, w przekazie satelitarnym oraz w Internecie. Dodatkowo w niektórych krajach Oceanii, m.in. na Fidżi, nadaje na lokalnych częstotliwościach FM. Siedzibą stacji jest ośrodek ABC w Melbourne.

## Języki
Głównymi obszarami docelowymi stacji są Oceania oraz Azja Południowo-Wschodnia. W związku z tym nadaje ona programy w następujących językach:
- angielski
- mandaryński
- wietnamski
- indonezyjski
- khmerski
- francuski
- birmański
- tok pisin

Audycje w języku angielskim częściowo stanowią retransmisje programów radiowych ABC realizowanych dla publiczności australijskiej. Audycje obcojęzyczne są w większości produkowane specjalnie dla Radio Australia.